# Pałac Popielów w Krakowie
Pałac Popielów w Krakowie   (inne nazwy: Pałac Opatów Jędrzejowskich, Kamienica Cystersów Jędrzejowskich, Kamienica Kołłątajowska ) – zabytkowa kamienica w Krakowie, na rogu ulic św. Jana i św. Marka, o charakterze pałacowym, powstała w wyniku przebudowy dwóch średniowiecznych kamienic, stanowiąca w przeszłości własność m.in. opactwa cystersów w Jędrzejowie, Hugona Kołłątaja, rodzin Popielów i Rostworowskich.

## Historia
Na miejscu obecnego pałacu znajdowały się wcześniej dwie kamienice, istniejące od XIV w., a w XV w. rozbudowane . W południowej części była to kamienica Wilkowiczowska  (od nazwiska kupców krakowskich Wilkowiców, którzy byli jej właścicielami przez cały XVII w.), w XVII w. przebudowana w stylu barokowym (pozostały z niej elementy kamieniarki, m.in. portale w oficynie) . W północnej części pałacu (w narożu ulic) znajdowała się kamienica Wosińskich , w XVII w. nadbudowana o drugie piętro . W XVIII w. obie kamienice popadły w ruinę . 
Do ich połączenia i przebudowy doszło na początku lat 40. XVIII w. (prace wzmiankowane są pod datą 1744) na potrzeby opactwa cystersów w Jędrzejowie . Zakonnicy byli właścicielami znajdujących się tu wcześniej zrujnowanych kamienic od 1732. Projekt przebudowy niesłusznie przypisywano Franciszkowi Placidiemu, faktycznie jednak prowadzili ją architekci zatrudnieni przy przebudowie kościoła w Jędrzejowie. W wyniku przebudowy powstał jednolity, dwupiętrowy budynek z zachowaną do dziś główną fasadą z portalem oraz klatką schodową ze stylowymi balustradami. W 1784 właścicielem kamienicy został Hugo Kołłątaj, dla którego prawdopodobnie Dominik Oesterreicher wykonał malowidła ścienne na pierwszym piętrze . 
W 1791 dom przeszedł w ręce rodziny Benoë, a później stał się własnością Wielogłowskich. Wykonano nowy wystrój części wnętrz pierwszego piętra. W 1814 przekształcono pomieszczenia drugiego piętra skrzydła północnego na cele mieszkalne . W 1817 kamienica została kupiona przez rodzinę Popielów . W ich czasach wykonano restaurację budynku, który odtąd zaczęto nazywać Pałacem Popielów . Paweł Popiel (właściciel kamienicy od 1835 do 1892) zorganizował tu salon będący jednym z głównych ośrodków życia towarzyskiego i kulturalnego Krakowa – odbywały się tu wówczas popularne spotkania czwartkowe . W pałacu znajdowała się wówczas bogata biblioteka, galeria obrazów i archiwum Popielów, a w latach 1858–1873 przechowywano tu zbiory Towarzystwa Naukowego Krakowskiego . Po śmierci Pawła Popiela większość jego zbiorów przeniesiono w inne miejsca. W latach międzywojennych współwłaścicielami, a następnie właścicielami pałacu stali się członkowie rodziny Rostworowskich  (w latach 20. XX w. na parterze pałacu mieszkał Karol Hubert Rostworowski). 
W 1965 pałac został wpisany do rejestru zabytków . W latach 90. XX w. przeprowadzono jego remont konserwatorski , kolejne prace remontowe prowadzono w XXI w.

## Architektura i wystrój

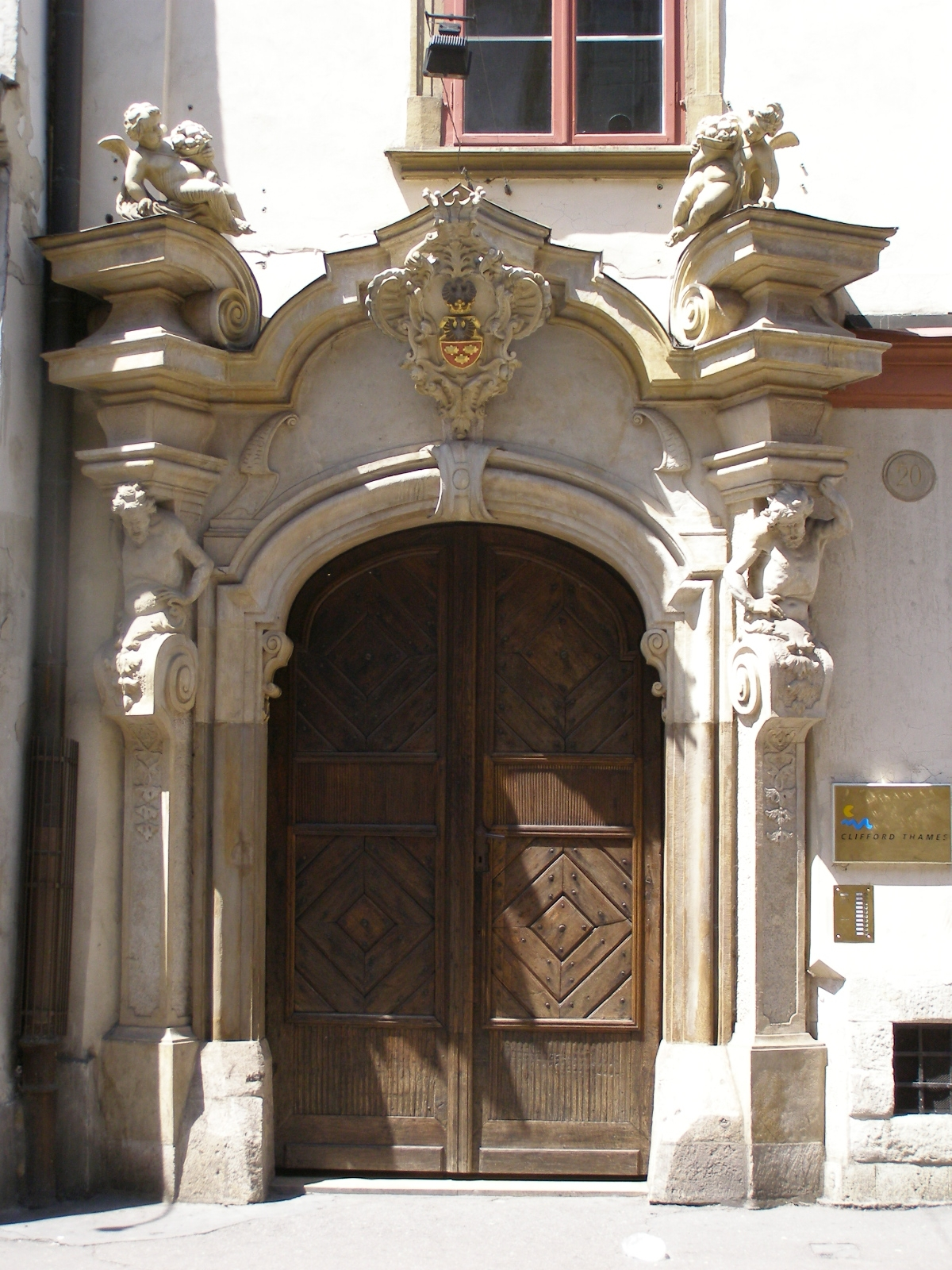
Główny portal wejściowy

Pałac wznosi się u zbiegu ulic św. Jana i św. Marka, z węższą elewacją frontową zwróconą w stronę ul. św. Jana, ma ponadto dwie oficyny. Główny budynek jest dwupiętrowy, nakryty dachem dwu- i trzyspadowym. Fasada pałacu z ok. 1744 jest późnobarokowa, sześcioosiowa, niesymetryczna, zwieńczona uproszczonym belkowaniem. W osi południowej znajduje się późnobarokowy portal z ok. 1744 o bogato profilowanym obramieniu, z ukośnie ustawionymi pilastrami i rzeźbami atlantów. W części środkowej portalu, pod gzymsem znajduje się kartusz z herbem Sulima, umieszczony tutaj po 1817. Ozdobne obramienia mają także okna pierwszego i drugiego piętra.
W układzie piwnic wyraźnie widać plan dwóch kamienic istniejących tu do XVIII w. W ościeżach okienek kilku piwnic zachowały się fragmenty kamieniarki gotyckiej z XV w., a w jednej z izb parteru międzyokienna kolumna z XVII w. Wnętrza reprezentacyjnego pierwszego piętra zachowały wystrój z XVIII i XIX w., m.in. narożny Salon Kołłątajowski z wystrojem klasycystycznym, częściowo zrekonstruowanym w końcu XX w., w tym stylową boazerią i kominkiem, malowidłami (być może Dominika Oesterreichera) oraz rozetą na suficie. Reprezentacyjna klatka schodowa z dwubiegowymi schodami wyposażona jest m.in. w metalową balustradę w stylu regencji, której ozdobne słupki pochodzą zapewne z ok. 1744.